# Erwin Ebermann
Erwin Ebermann (* 29. Dezember 1953 in Gaisruck, Niederösterreich) ist ein österreichischer Afrikawissenschaftler mit Spezialisierungen in afrikanischer Linguistik, Integration und Migration, religiösem Wandel und Radikalisierung sowie quantitativen Forschungsmethoden. Er war bis 2019 Senior Lecturer am Institut für Afrikawissenschaften der Universität Wien.

## Leben und Wirken
Erwin Ebermann legte die Matura an der Handelsakademie Krems ab und studierte zunächst Psychologie und ab 1977 Afrikanistik an der Universität Wien. 1983 schloss er sein Studium nach Veröffentlichung seiner Dissertation, einer Basisgrammatik der vorher fast unbeschriebenen Mauka-Sprache der Elfenbeinküste, mit dem Doktorat der Afrikanistik ab. Daraufhin ging er als Forschungsassistent von Hans Günther Mukarovsky für zwei Jahre nach Burkina Faso und Mali, um die praktisch unbeschriebenen Nordsamo-Varietäten zu beschreiben und über Sprache und Geheimbünde der Bambara zu arbeiten.
Ab 1985 unterrichtete er am Institut für Afrikanistik (später Afrikawissenschaften) der Universität Wien, wobei er einen 4-semestrigen Lehrgang der Bambara-Sprache und -Kultur aufbaute. Zudem unterrichtete er verschiedene andere Gegenstände, wie die Erforschung unbekannter Sprachen, die Integration von Menschen aus anderen Kulturen, der menschliche Faktor in der afrikanischen Entwicklung und den religiösen Wandel und Fundamentalismus in islamischen Regionen Afrikas und Asiens.
Zwischen 1984 und 1987 untersuchte Ebermann im Auftrag des Soziologen Leopold Rosenmayr bei verschiedenen Reisen Autoritätskulturen der Bambara, Entwicklung von ländlichen Bambara-Siedlungen und intergenerationelle Konflikte.
1994 lehrte Ebermann als Gastprofessor an der Universität Sophia-Antipolis in Nizza.
In insgesamt 10 Jahren Afrikaufenthalten forschte Ebermann besonders über die Mandesprachen (Bambara, Malinké, Mandinka und Dioula), Geheimbünde und ihre Erziehungsziele, Dorfentwicklung und den Zusammenhang zwischen Entwicklungsdynamik und Demographie. Anschließend an seine Leitungsfunktion im Afro-Asiatischen Institut Wien zwischen 1992-99 forschte Ebermann intensiv zu Afrikanern in Wien, wobei in einer großen quantitativen Studie Afrikaner und Nicht-Afrikaner in Wien zu gegenseitigen Erwartungen und Vorurteilen befragt wurden.   
In den letzten Jahren führte Ebermann aufgrund der radikalen Veränderungen in Mali zunehmend quantitative Forschungen zu Muslimen zwischen Religion und Rechtsstaat  durch. In diesen rezenten Studien sollte herausgefunden werden, inwieweit muslimische Zuwanderer im Großraum Wien wesentliche Werte der Aufnahmegesellschaft teilen und ob sich abweichende Werte in einer erhöhten Tendenz zur Befürwortung von Gesetzesverletzungen zeigen.   

## Veröffentlichungen (Auswahl)
- Wörterbuch der Bambara-Sprache: Deutsch-Bambara, Bambara-Deutsch (mit einführender Kurz-Grammatik). Veröffentlichungen der Institute für Afrikanistik und Ägyptologie der Universität Wien. Wien 1986. ISBN 3-85043-040-5.
- Die Sprache der Mauka. VWGÖ, Wien 1986, ISBN 3-85369-656-2.
- Gundofen. Die geheimen Dinge. Bambara-Deutsch: Fetische und Geheimbünde bei den Bambara in Mali. Afro-Pub, Wien 1989, ISBN 3-85043-051-0.
- mit Erich Sommerauer, Karl Thomanek (ed.): Komparative Afrikanistik: Sprache, Geschichte und Literatur in Afrika: Sprach-, geschichts- und literaturwissenschaftliche Aufsätze zu Ehren von Hans G. Mukarovsky anläßlich seines 70. Geburtstags. Afro-Pub, Wien 1992, ISBN 978-3-85043-061-6.
- mit Karl Thomanek (ed.): Chancen & Risiken der Entwicklung Subsahara-Afrikas. Afro-Pub, Wien 1996, ISBN 3-85043-076-6.
- Afrikaner in Wien: Zwischen Mystifizierung und Verteufelung. 3. Auflage. LIT, Berlin, Münster, London 2007, ISBN 978-3-8258-5712-7.
- als Hrsg. mit Norbert Cyffer, Georg Ziegelmeyer: Negation Patterns in West African Languages and Beyond. Benjamins, New York 2009, ISBN 978-90-272-0668-8.
- Quantitative Forschungsmethoden. Einführung in vorwiegend deskriptive statistische Methoden. Online-Kurs für das Institut für Kultur- und Sozialanthropologie der Universität Wien, 2003
- mit Ferdinand Haberl, Lorena Gomes: Muslim*innen im Großraum Wien zwischen Religion und Rechtsstaat. Ergebnisse von quantitativen Befragungen, 2023. Wien: KIRAS.
- mit Martina Gajdos: Zwischen Rechtsstaat, Kultur und Religion. Eine quantitative Studie über Einstellungen von Muslimen und Musliminnen mit somalischem, sudanesischem und westafrikanischen Migrationshintergrund. 2024. Wien: Dokumentationsstelle Politischer Islam.[1]
- Afrika – der unruhige Kontinent. 8-teilige Rundfunkserie für Ö1 in der Sendung Radiokolleg von 1981–1982.